# Richie Rich Presents Grabs, Snatches & Takes
 (décembre 2021).
Si vous disposez d'ouvrages ou d'articles de référence ou si vous connaissez des sites web de qualité traitant du thème abordé ici, merci de compléter l'article en donnant les références utiles à sa vérifiabilité et en les liant à la section « Notes et références ».
Albums de Richie Rich
Nixon Pryor Roundtree
(2002)
Richie Rich Presents Grabs, Snatches & Takes est un album de compilation de morceaux inédits de Richie Rich et d'autres artistes.

## Liste des titres
| No  | Titre               | Interprète(s)                         | Durée |
| --- | ------------------- | ------------------------------------- | ----- |
| 1.  | Don't Curl Up       | Richie Rich et San Quinn              | 4:01  |
| 2.  | So Cold             | Richie Rich, Mac Dre, PSD et Yukmouth | 3:34  |
| 3.  | Gangster's Talkin'  | The Team                              | 3:36  |
| 4.  | I Gotcha            | Balance et Frontline                  | 3:27  |
| 5.  | D-Boy               | J. Stalin                             | 3:20  |
| 6.  | Player Lady         | J. Stalin                             | 3:54  |
| 7.  | Condo Keys          | Richie Rich et C-Bo                   | 4:02  |
| 8.  | When Them Boyz Come | The Replacement Killerz               | 3:56  |
| 9.  | Pop My Collar       | J. Stalin                             | 4:05  |
| 10. | Nuthouse Freestyle  | Richie Rich, Justice et Keak da Sneak | 3:38  |
| 11. | 1800                | Richie Rich                           | 4:11  |